# بوب ديس
بوب ديس (بالإنجليزية: Bob Dees)‏ هو لاعب كرة قدم أمريكية أمريكي، ولد في 26 سبتمبر 1929 في سانت لويس في الولايات المتحدة، وتوفي في 5 يوليو 1997.

## وصلات خارجية
- بوب ديس على موقع مرجع كرة القدم المحترفة.كوم (الإنجليزية)